# Leptopholcus delicatulus
Leptopholcus delicatulus is een spinnensoort uit de familie trilspinnen (Pholcidae). De soort komt voor in Cuba.